# Thuraya-3
Thuraya-3 – geostacjonarny satelita telekomunikacyjny; użytkowany przez firmę Thuraya ze Zjednoczonych Emiratów Arabskich. Umieszczony nad równikiem na długości geograficznej 98,5°E. Służy do świadczenia usług związanych z telefonią komórkową i satelitarną, w tym bezpośredniego przekazywania rozmów z jednego aparatu do drugiego. Satelita posiada pojedynczą antenę o średnicy 12,25 m, która umożliwia utworzenie ponad 200 wiązek odbiorczo-nadawczych (do 13 750 rozmów jednocześnie) i dynamiczne dostosowywanie się do potrzeb odbiorców usług.
Start rakiety Zenit-3SL nastąpił 15 stycznia 2008 o 11:49 UTC (15:49 czasu lokalnego Zjednoczonych Emiratów Arabskich) z platformy startowej Ocean Odyssey na południku geograficznym 154°W. Rakieta umieściła, ważącego ok. 5180 kg, satelitę Thuraya-3 na geosynchronicznej orbicie przejściowej. Oddzielenie rakiety nastąpiło w 99 minut po starcie, na wysokości 2234,68 km nad Oceanem Spokojnym, na północ od Nowej Zelandii. W kilka minut później, zgodnie z planem, stacja śledzenia Fillmore w Kalifornii odebrała pierwszy sygnał ze statku kosmicznego. W czasie lotu wszystkie systemy działały poprawnie.
Satelita został zbudowany przez Boeinga, na uniwersalnej platformie BSS-GEM (wywodzącej się z HS-702). Planowany czas działania satelity to 12 lat.
15 kwietnia 2024 r. Thuraya 3 doznał „nieoczekiwanej anomalii ładunku” i pomimo prób odzyskania, nie udało się przywrócić zasięgu zapewnianego przez tego satelitę. Thuraya poinformowała, że doznała trwałego zdarzenia siły wyższej i wycofała się z oferowania usług w dotkniętych regionach (takich jak Australia). 